# 62e Legerkorps (Wehrmacht)
Het Duitse 62e Legerkorps (Duits: Generalkommando LXII. Armeekorps) was een Duits legerkorps van de Wehrmacht tijdens de Tweede Wereldoorlog. Het korps kwam alleen in actie in Zuid-Frankrijk in 1944. 

## Krijgsgeschiedenis

### Oprichting
Het 62e Legerkorps werd opgericht op 5 augustus 1944 bij Marseille in Zuid-Frankrijk door omdopen van het 62e Reservekorps.

### Inzet

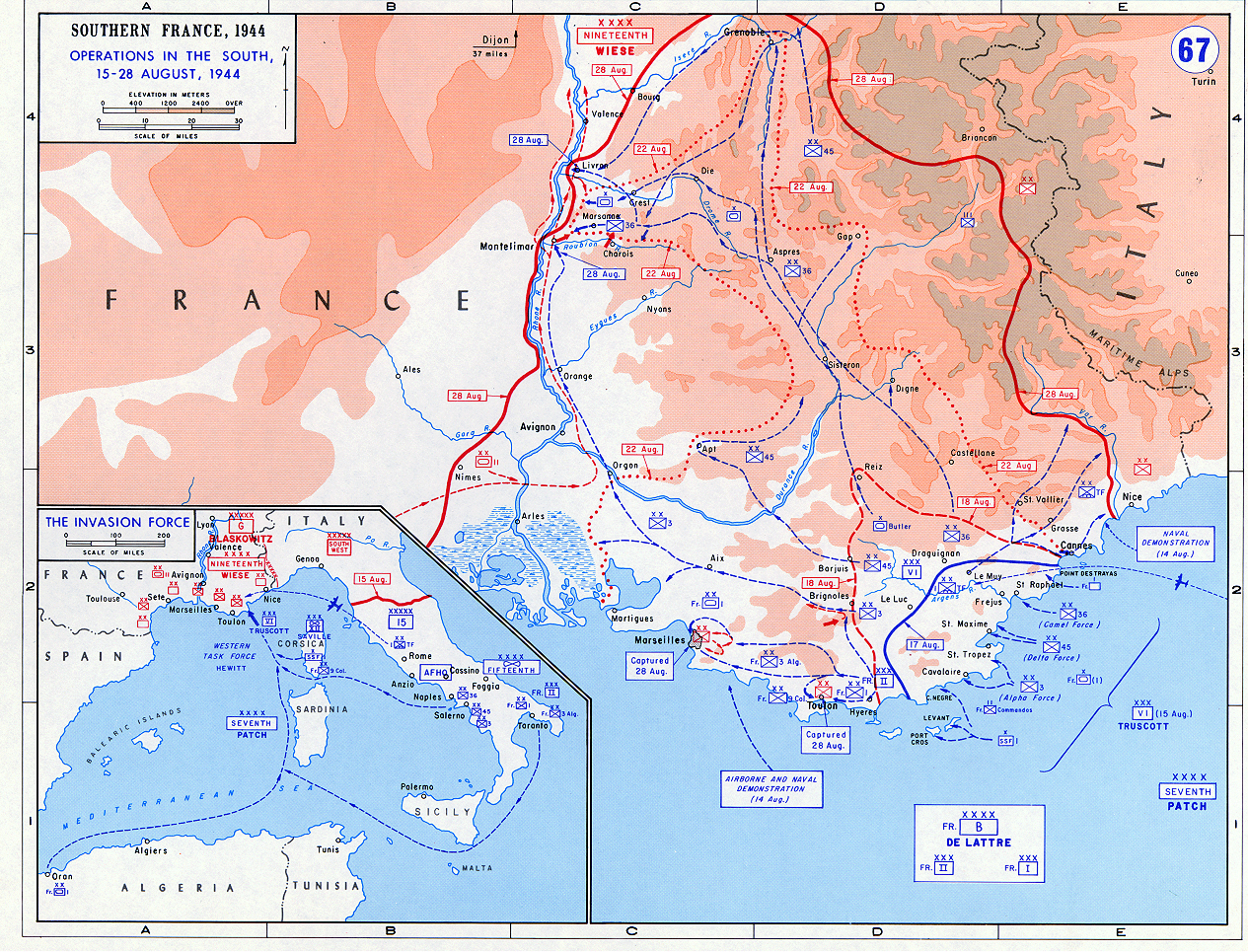
Operatie Dragoon

Op 15 augustus, bij het begin van de geallieerde landingen in Zuid-Frankrijk (Operatie Dragoon), beschikte het korps voor zijn kustverdediging over de 242e Infanteriedivisie (van Toulon tot Anthéor) en de 148e Reservedivisie (van Anthéor tot de Italiaanse grens). De 242e Infanteriedivisie lag precies bij het gros van de landingsstranden. Meteen op de eerste dag kwam het hoofdkwartier van het korps in de problemen. De parachutisten van de 1st Airborne Task Force kwamen zeer verspreid neer, maar slaagden wel het korps-hoofdkwartier te isoleren. Het korps had met zowel het 19e Leger als zijn divisies geen contact meer. Tegen 23.00 u op 16 augustus, had het 1e Bataljon van het 551e Parachute Infantry Regiment het stafkwartier ingenomen en het grootste deel van de staf gevangengenomen. Generaal Neuling was met een kleine groep stafofficieren ontkomen. Op 18 augustus echter, werd de Generaal alsnog gevangengenomen door Troop C van Task Force Butler bij Barjols.

Het 62e Legerkorps werd op 18 augustus 1944 bij Barjols vernietigd en officieel op 2 november 1944 opgeheven.

## Bovenliggende bevelslagen
| Leger              | Legergroep     | Plaats/regio               | Begin           | Eind             |
| ------------------ | -------------- | -------------------------- | --------------- | ---------------- |
| direct onder bevel | Heeresgruppe G | Draguignan, Zuid-Frankrijk | 5 augustus 1944 | 18 augustus 1944 |

## Commandanten
| Rang                   | Naam              | Begin           | Eind             |
| ---------------------- | ----------------- | --------------- | ---------------- |
| General der Infanterie | Ferdinand Neuling | 5 augustus 1944 | 18 augustus 1944 |